# Вадбольский, Михаил Иванович Большой
Князь Михаил Иванович Вадбольский по прозванию Большой — стольник, голова, воевода и окольничий во времена правления Ивана IV Васильевича Грозного.
Из княжеского рода Вадбольские. Третий, из четырёх сыновей, князя Ивана Андреевича по прозванию Вадбольский, родоначальника княжеского рода, погибшего в июле 1445 года в Суздальском бою. Имел братьев, князей: воевод Константина, Григория и голову Михаила Меньшого (по прозванию "Грешник"), все показаны участниками Казанского похода 1545 года. Князь Михаил Иванович Большой являлся родоначальником средней и младшей ветвей фамилии.

## Биография
Показан в стольниках. В 1545 году девяносто седьмой голова в Государевом полку в Казанском походе. В 1551 году показан окольничим. В ноябре этого же года участник похода под Полоцк, где послан пятнадцатым воеводой под Вильно.

## Семья
От брака с неизвестной имел детей:
- Князь Вадбольский Иван Михайлович — сын боярский, вотчинник Белозерского уезда, стольник, в 1551 году девяносто восьмой голова в государевом полку в походе к Полоцку вместе с отцом, в 1584-1589 годах воевода в Вологде, в документах показано, что он погиб в бою под Казанью, но в каком годе не указано.
- Князь Вадбольский Владимир Михайлович — в 1552 году дворовый сын боярский по Белоозеру и там же губной староста.

## Критика
В "Славянской энциклопедии: Киевская Русь-Московия" под редакцией В.В. Богуславского, князь Михаил Иванович Большой указан с прозванием "Грешник", что не правильно. Данное прозвание относится к его бездетному брату князю Михаилу Меньшому-Грешнику, убитого разбойниками, что отражено в поколенной росписи поданной в 1682 году в Палату родословных дел. В данном источнике князю Михаилу Большому приписывают третьего сына, князя — Александра. В родословных книгах П.В. Долгорукова, П.Н. Петрова и М.Г. Спиридова, в поколенной росписи поданной в 1682 году, князя Александра Михайловича — нет.
Большие вопросы вызывает гибель отца князя Ивана Андреевича в 1445 году в битве под Суздалем и указанного в синодике Успенского Ростовского собора на вечное поминовение, т.к. его детям упомянутым в исторических документах было бы на время службы более 100 лет. П.Н. Петров в "Истории родов русского дворянства" прямо указывает, что князь Иван Андреевич жил во времена Ивана III Васильевича и правления (1505-1533) Василия III Ивановича (1479-1533).